# John Marius Opitz
John Marius Opitz (ur. 15 sierpnia 1935 w Hamburgu) – amerykański genetyk niemieckiego pochodzenia.

## Życiorys
Urodził się w Niemczech i wyemigrował do USA w latach 50. Studiował medycynę na University of Iowa i ukończył studia w 1959. Po odbyciu stażu z pediatrii uczył się genetyki klinicznej u Davida W. Smitha i cytogenetyki u Klausa Pataua.
Opitz w swojej ponad trzydziestoletniej karierze zajmował się m.in. dziedzicznymi chorobami nerek, czynnikami endokrynnymi w metabolizmie węglowodanów, należał też do zespołu badaczy, który opracował pierwszy test immunocytochemiczny wykrywający hormon wzrostu. Był redaktorem naczelnym „Journal of Medical Genetics” od 1976, i jednym z założycieli American Board of Medical Genetics.
Najważniejszym polem działalności naukowej Opitza były zespoły wad wrodzonych. Jest czołowym autorytetem w dziedzinie dysmorfologii, i brał udział w opisaniu kilkunastu nowych zespołów wad. Mimo zwyczaju Opitza nazywania nowych zespołów od inicjałów pacjentów (zespół FG, zespół N, zespół BBB), wiele tych zespołów określanych jest dziś także od jego nazwiska.

## Zespoły wad opisane przez Opitza
- zespół Hermanna-Opitza I opisany przez Opitza i Jürgena Herrmanna w 1969 roku[2] jako postać akrocefalosyndaktylii
- zespół Hermanna-Opitza II opisany przez ten sam duet dysmorfologów w 1974 roku jako zespół VSR, znany tylko u jednej rodziny[3]
- zespół KBG (OMIM#148050) znany też jako zespół Hermanna-Pallistera-Opitza, opisany przez Opitza, Hermanna, Tiddy'ego i Philipa Davida Pallistera u dwóch rodzin w 1975 roku[4]
- zespół Opitza-BBB (OMIM%145410) opisany przez Opitza, Smitha i Summita jako zespół BBB[5], znany też jako zespół Christiana-Opitza albo po prostu zespół Opitza, później został uznany za część spektrum zespołu Opitza-G[6] i nazywany wtedy zespołem BBBG[7] albo zespołem G/BBB
- zespół Opitza-N (OMIM 310465) został opisany pod nazwą zespołu N przez Opitza, Kaveggię i Hessa w 1974 roku[8]
- zespół trygonocefalii Opitza (OMIM#211750) opisany jako zespół C przez Opitza, Johnsona, McCreadiego i Smitha w 1969 roku[9].
- zespół Opitza-G
- zespół Opitza-Kaveggii (OMIM#305450) był opisany przez Opitza i Kaveggię w 1974 roku jako zespół FG[10]
- zespół Smitha-Lemliego-Opitza